# Lee Smolin
Lee Smolin (ur. 6 czerwca 1955 w Nowym Jorku) – amerykański fizyk teoretyczny, pracuje m.in. na Perimeter Institute for Theoretical Physics, University of Waterloo oraz na University of Toronto.
Smolin znany jest ze swojego wkładu w rozwój kwantowej grawitacji, w szczególności pętlowej grawitacji kwantowej. Broni tezy, że dwa obecne podejścia do grawitacji kwantowej – pętlowa grawitacja kwantowa i teoria strun – mogą być w rzeczywistości rozważane jako różne aspekty tej samej ogólniejszej (wyższego rzędu) teorii. Jego zainteresowania badawcze dotyczą m.in. kosmologii, teorii cząstek elementarnych, podstaw mechaniki kwantowej oraz biomatematyki.

## Kosmologiczny dobór naturalny
Hipoteza Smolina dotycząca doboru naturalnego w kosmologii, znana także jako teoria płodnych wszechświatów, sugeruje, że proces analogiczny do biologicznego doboru naturalnego ma zastosowanie także w największych skalach. Smolin opublikował swój pomysł w 1992 roku i streścił go w książce popularnonaukowej The life of the cosmos.
Teoria ta zakłada, że zapadająca się czarna dziura powoduje powstanie nowego wszechświata po „drugiej stronie”, którego fundamentalne stałe fizyczne mogą się nieznacznie różnić od wszechświata, w którym powstała czarna dziura. Według tej teorii wszechświat daje początek tylu nowym wszechświatom, ile zawiera w sobie czarnych dziur. Teoria zawiera ewolucyjne idee „reprodukcji” i „mutacji” wszechświatów, więc jest formalnie analogiczna do modeli biologicznych.
Leonard Susskind, który później wypromował podobną koncepcję krajobrazu teorii strun, stwierdził, że idea Smolina zasługiwała na znacznie większe zainteresowanie niż to, z którym się spotkała. Na temat hipotezy Smolina napisano doktorat z filozofii – obronił go Łukasz Lamża (UPJP2 2013).

## Życie prywatne
Żonaty z Diną Graser, prawnikiem oraz działaczką publiczną w Toronto. Jego brat, Dawid M. Smolin, jest profesorem prawa.

## Książki popularnonaukowe
1. 1999: The Life of the Cosmos;
  - 1998: Życie wszechświata. Nowe spojrzenie na kosmologię, tłum. Danuta Czyżewska, Wydawnictwo Amber, ISBN 83-7169903-4.
2. 2001: Three Roads to Quantum Gravity;
  - 2001: Trzy drogi do kwantowej grawitacji, tłum. Jerzy Kowalski-Glikman, Prószyński i S-ka, ISBN 83-8545890-5.
3. 2006: The Trouble With Physics: The Rise of String Theory, the Fall of a Science, and What Comes Next;
  - 2007: Kłopoty z fizyką. Powstanie i rozkwit teorii strun, upadek nauki i co dalej, tłum. Jerzy Kowalski-Glikman, Prószyński i S-ka, ISBN 978-83-7469835-1.
4. 2013: Time Reborn: From the Crisis in Physics to the Future of the Universe;
  - 2015: Czas odrodzony. Od kryzysu w fizyce do przyszłości Wszechświata, tłum. Tomasz Krzysztoń, Prószyński i S-ka, ISBN 978-83-7961191-1.
5. Einstein's Unfinished Revolution: The Search for What Lies Beyond the Quantum;
  - 2021: Niedokończona rewolucja Einsteina. W poszukiwaniu tego, co leży poza granicami teorii kwantowej, tłum. Urszula Seweryńska, Mariusz Seweryński, Prószyński i S-ka, ISBN 978-83-8234062-4.